# Floresta (Buenos Aires)
Floresta è un barrio della capitale argentina Buenos Aires. 

## Geografia
Floresta è situata nel territorio occidentale della Città Autonoma di Buenos Aires e confina a nord con il quartiere di Monte Castro, a nord-est con Villa Santa Rita, ad est con Flores, a sud-ovest con Parque Avellaneda e ad ovest con Vélez Sársfield

## Storia
L'origine del toponimo è incerta, tuttavia l'urbanizzazione della zona ebbe un'importante accelerazione nel 1857, con la costruzione del primo tratto della ferrovia dell'Ovest di Buenos Aires. Quella che era la prima linea ferroviaria argentina avrebbe infatti terminato il suo breve percorso presso la stazione La Floresta. Il 29 agosto di quello stesso anno l'infrastruttura fu inaugurata con un viaggio alla presenza di Bartolomé Mitre, Domingo Faustino Sarmiento e Valentín Alsina.

## Infrastrutture e trasporti
Floresta è attraversata da alcune importanti arterie viarie della capitale argentina come l'avenida Rivadavia e l'avenida Juan B. Justo.

### Ferrovie
Floresta è servita da una stazione ferroviaria lungo linea suburbana Sarmiento che unisce il centro di Buenos Aires con l'ovest della sua area metropolitana.

## Sport
La principale società sportiva del quartiere è il Club Atlético All Boys, la cui sezione calcistica disputa le sue partite interne presso lo stadio Islas Malvinas. Nel 1910 a Floresta fu fondata la società Club Atlético Vélez Sarsfield.